# مرد راه‌آهن (کتاب)
مرد راه‌آهن (انگلیسی: The Railway Man) کتاب زندگی‌نامه ای، نوشتهٔ اریک لومکس دربارهٔ تجربیاتش به عنوان اسیر جنگی در طی جنگ جهانی دوم و اجبار به کار در ساخت راه‌آهن برمه برای ارتش ژاپن است. ایو به خاطر این کتاب خودزندگی‌نامه، برندهٔ جایزۀ کتاب ان سی آر و پی یی ان/آکرلی پرایز شده است.

## اقتباس‌ها
با اقتباس از این کتاب، یک درام تلویزیونی با نقش آفرینی جان هرت با نام اسیران در آن زمان (۱۹۹۵) (Prisoners in Time (1995)) در شبکهٔ بی‌بی‌سی ساخته شد. مدتی بعد با اقتباس از این کتاب، فیلم مرد راه‌آهن (۲۰۱۳) به کارگردانی جاناتان تپلتزکی، و بازیگری کالین فرث و جرمی ایروین (در نقش لومکس میانسال/جوان)، نیکول کیدمن (در نقش پتی)، هیرویوکی سانادا و استلان اسکاشگورد ساخته شد.